# 恒春線

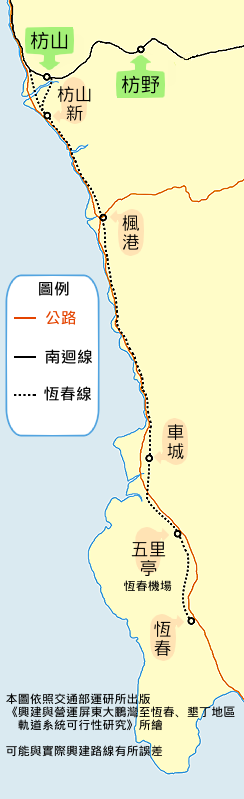
恒春線路線図

恒春線（こうしゅんせん）は、交通部が人気観光地の墾丁国家公園への慢性的な道路交通渋滞を解消する目的で計画している台湾鉄路管理局の鉄道路線で、現在のバス輸送に代わる交通手段として注目されている。計画書の『興建与営運屏東大鵬湾至恒春、墾丁地区軌道系統可行性研究(F/S)』の中で、普通鉄道規格で建設される当路線の他に、海生館や鵝鑾鼻への2つの併用軌道区間を整備してトラムトレインで乗り入れる可能性が提示されており、早ければ2017年に着工し2023年に完成するスケジュールが検討されている。

## 歴史

### 実現可能性調査
- 2015年末 - 交通部鉄路改建工程局がF/Sを交通部に提出[4]。
- 2016年
  - 12月2日 - 行政院長の林全が計画案を支持を表明[4]。
- 2017年
  - 3月 - 行政院が推進する前瞻基礎建設計画の「軌道建設リスト」に盛り込まれる。
  - 4月11日 - 国家発展委員会の審議を通過、行政院に計画を転送。最短で2026年の開業を目指す[5][6]。
- 2018年10月29日 - 電化を盛り込んだ修正F/S案を交通部が承認。路線長はこの時点で約37.7kmとされた[7]。

### 事業計画
鉄道局（鉄路改建工程局の後身）が提出し、交通部、国家発展委員会、行政院でそれぞれ審議、環境アセスメントも並行して調査される。

### 建設
- 2026年末 - 完工予定[7]。

## 運行形態
- 新左営駅-恒春駅間を141分[4]、最速90分台[6]で結ぶ直通列車を運行させ、台湾高速鉄道との連絡列車を計画
- 車城駅からは海生館線が分岐する計画

## 駅一覧
合わせて計画されている支線のうち、鵝鑾鼻支線（仮称）も併記する
| 駅名     | 駅番号 | 駅間 キロ | 累計 キロ | 等級 | 接続路線・備考          | 所在地 | 所在地 |
| -------- | ------ | --------- | --------- | ---- | ----------------------- | ------ | ------ |
| 内獅駅   | 205    | 0.0       | 0.0       | 招呼 | 屏東線、南廻線接続駅    | 屏東県 | 枋山郷 |
| 枋山新駅 |        | 5.8       | 5.8       |      |                         | 屏東県 | 枋山郷 |
| 楓港駅   |        | 7.0       | 12.8      |      |                         | 屏東県 | 枋山郷 |
| 竹坑駅   |        |           |           |      |                         | 屏東県 | 獅子郷 |
| 海口駅   |        |           |           |      |                         | 屏東県 | 車城郷 |
| 車城駅   |        | 13.8      | 26.6      |      | LRT海生館支線分岐予定駅 | 屏東県 | 車城郷 |
| 五里亭駅 |        | 4.5       | 31.1      |      | 恒春空港接続駅          | 屏東県 | 恒春鎮 |
| 恒春駅   |        | 5.4       | 36.5      |      | LRT鵝鑾鼻支線           | 屏東県 | 恒春鎮 |

### 鵝鑾鼻支線
| 駅名             | 駅番号 | 累計 キロ | 等級 | 備考                    | 所在地 | 所在地 |
| ---------------- | ------ | --------- | ---- | ----------------------- | ------ | ------ |
| 恒春駅           |        | 0.0       |      | 恒春線分岐駅            | 屏東県 | 恒春鎮 |
| 龍鑾潭駅（仮称） |        |           |      | LRT海生館支線（計画中） | 屏東県 | 恒春鎮 |
| 南湾駅（仮称）   |        |           |      |                         | 屏東県 | 恒春鎮 |
| 鵝鑾鼻駅（仮称） |        |           |      |                         | 屏東県 | 恒春鎮 |